# Nivatogastrium sulcatum
Nivatogastrium sulcatum är en svampart som beskrevs av E. Horak 1971. Nivatogastrium sulcatum ingår i släktet Nivatogastrium och familjen Strophariaceae.   Inga underarter finns listade i Catalogue of Life.